# 和与状
和与状（わよじょう）とは、和与の成立の際に当事者双方の間で交わされる合意文書のこと。

## 概要
和与とは、当事者双方の合意に伴って財物や所領、所職などの権利を移転する行為を指す。
具体的行為としては、ある人物が他者に無償で贈与する（その中でも自己の相続人に生前に贈与する行為と寺社や第三者に寄進する行為（他人和与）に分けることが可能である）「贈与」の意味での和与と訴訟当事者同士が和解をもって訴訟を終結させる（これに付随して権利が無条件で他者に移る、または自己の権利を放棄する状況が発生する場合がある）「和解」の意味での和与の2種類がある。
和与状は、いずれの場合でも作成されたが、「贈与」の和与の場合には去状（避状）など他の文書形式も存在したことや鎌倉幕府が御家人の所領の安易な分散化を規制するために親族に対する悔返権の強化及び他人和与の禁止を行ったことで、現存する和与状は多くは無い。
現存する和与状の多くは鎌倉時代以後に盛んになった「和解」の和与に伴って訴訟当事者間で交わされた文書である。

## 訴訟の和解に伴う和与状
鎌倉幕府の訴訟における和与状の例では、訴訟を担当する奉行や中人（ちゅうにん）と呼ばれる第三者の仲介で和与が当事者間で合意されると、和与状の作成が行われる。書出に「和与」と書き、続いて本文中に和与の条件を記し、書止に「仍和与之状如件（よって和与の状、件の如し）」と記した。そして、和与状は2通作成され、訴訟相手が署判した和与状を互いに受け取る方法と2通ともに双方の署判を入れてそれぞれに渡す方法が取られた。その際に2通の和与状の裏には担当した奉行2名が「為後証所加署判也」という文言を付け加えた後に署判をそれぞれに行った。これを「裏封（うらふう）」と呼ぶ。更に訴訟機関の名において和与状の内容をもって裁許（判決）するとした裁許状（和与裁許状）を発給して訴訟は終了となった。これによって和与は法的効力を持つこととなった。地域内部における訴訟や幕府と関係の薄い公家や寺社、荘園を巡る訴訟でも和与状は作成された。勿論、訴訟機関に届け出ることなく、和与状を作成して和与を行うこと（私和与）は可能であったが、訴訟機関による公式な裁許や和与のとりまとめがあった場合には私和与は無効とされたため、訴訟機関の裁許はその和与状の内容実現を保障する役割を担った。
訴訟の長期化は訴訟当事者や担当する奉行にとっても、経済的・精神的負担が大きかったことから、和与による訴訟の早期終結は望まれるところであり、訴訟機関側からの働きかけによる和与実現の例も増加することとなった。